# Alfred Hugenberg
 (février 2025).

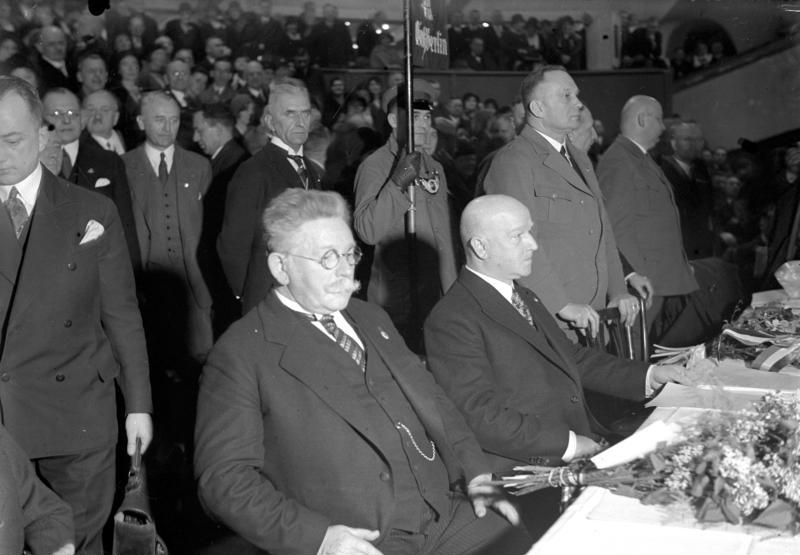
Alfred Hugenberg et Theodor Duesterberg, en 1932.

Alfred Hugenberg, né le 19 juin 1865 à Hanovre et mort le 12 mars 1951 à Extertal en Allemagne de l'Ouest, est un patron de presse et homme politique allemand.
Chef du Parti national du peuple allemand (DNVP) de 1928 à 1933, il est membre du premier cabinet d'Adolf Hitler en 1933, en tant que ministre de l'Économie et de l'Alimentation.

## Biographie

### Origines et formation
Né à Hanovre, fils de Karl Hugenberg, un membre du Parlement prussien, il étudie le droit à l'université de Göttingen, de Heidelberg, et de Berlin, ainsi que l'économie à l'université de Strasbourg, où il soutient en 1888 une thèse de doctorat sur La colonisation intérieure dans l'Allemagne du Nord-Ouest sous la direction de Georg Friedrich Knapp. En 1891, il rejoint la toute jeune Ligue pangermanique (Alldeutscher Verband), créée par une poignée d'intellectuels prussiens (Ernst Haeckel, Ernst Hasse et Heinrich Class) en réaction au traité Heligoland-Zanzibar. En 1900, il se marie avec Gertrud Adickes, sa cousine au deuxième degré.

### Carrière en entreprise

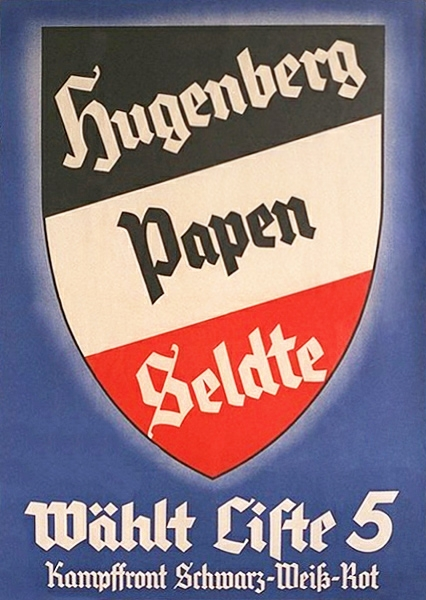
Affiche électorale (1933) pour la liste Hugenberg-Papen-Seldte.

Juriste de formation, il occupe différents postes de direction dans les secteurs de la banque et de la métallurgie : c'est ainsi qu'en 1909, il devient président du conseil d'administration du groupe sidérurgique Krupp AG. Avec l'appui d'actionnaires de Krupp, Alfred Hugenberg rachète plusieurs journaux du groupe de presse berlinois Scherl Verlag à partir de 1916. Il construit ainsi un conglomérat d'entreprises des média, le Hugenberg-Konzern. Au début des années 1920, il exerce par ce biais une grande influence sur la presse allemande d'extrême-droite et recrute Hans Fritzsche, futur accusé lors du procès de Nuremberg.

### Carrière politique
En 1918, Alfred Hugenberg rejoint le Deutschnationale Volkspartei ou DNVP (Parti national du peuple allemand), qu'il représente à l'Assemblée nationale de Weimar (qui produit, en 1919, la constitution de la république de Weimar), puis au Reichstag. Il devient secrétaire du DNVP après une défaite électorale importante en 1928. 
Hugenberg fait prendre à son parti une direction beaucoup plus radicale que celle qu'il avait avec son précédent dirigeant, le comte Kuno von Westarp. Il espère utiliser le nationalisme radical pour développer son mouvement, et à terme renverser la république de Weimar et restaurer un régime autoritaire. 
Sous la direction de Hugenberg, le DNVP atténue le monarchisme qui l'avait caractérisé dans ses premières années, avant de l'abandonner complètement. Le radicalisme de Hugenberg entraîne une controverse dans le parti, qui conduit ses membres les plus conservateurs à le quitter pour fonder le Parti conservateur du peuple (Konservative Volkspartei, KVP).
Dans les dernières années de la république de Weimar, jusqu'à la désignation d'Adolf Hitler comme chancelier en 1933, Alfred Hugenberg et le DNVP collabore avec le NSDAP dans leur opposition au premier et second cabinet Brüning et, jusqu'à un certain point, à la république elle-même. Pourtant, il choisit de soutenir Papen en 1932. Il devient ministre de l'Économie, de l'Agriculture et de l'Alimentation dans le premier cabinet Hitler en 1933, tout en espérant, comme beaucoup, que celui-ci ne puisse rester longtemps au pouvoir.
Le 27 juin 1933, il est contraint d'abandonner ses portefeuilles ministériels, et le lendemain, son parti est dissous. À partir de la fin 1933, les nazis l'obligent à leur céder ses entreprises de médias. Il reste membre du Reichstag jusqu'en 1945, malgré la dissolution du DNVP (et de tous les autres partis) après l'arrivée au pouvoir de Hitler.
Après la guerre, Alfred Hugenberg est emprisonné par les Britanniques. Il meurt en 1951, près de Rinteln.

## Publications
- Die Besiedelung der norddeutschen Moore. Hannover 1888.
- Innere Colonisation im Nordwesten Deutschlands. 1891.
- Bank- und Kreditwirtschaft des deutschen Mittelstandes. München 1906.
- Hugenberg gegen Erzberger. 1919.
- Streiflichter aus Vergangenheit und Gegenwart. Berlin 1927.
- Die Deutschnationalen und die Kriegstribute. 1928.
- Klare Front zum Freiheitskampf: Rede gehalten auf dem 9. Reichsparteitag der Deutschnationalen Volkspartei in Kassel am 22. November 1929. 1929.
- Hugenbergs weltwirtschaftliches Programm. Berlin 1931.
- Hugenbergs innenpolitisches Programm. Berlin 1931.
- Der Wille der Deutschnationalen. 1932.
- Die soziale Frage in Deutschland. 1932.
- Ausführungen des Herrn Reichswirtschaftsministers und Reichsministers für Ernährung und Landwirtschaft, Dr. Hugenberg, Mitglied der Deutschen Delegation für die Wirtschaftliche Kommission der Weltwirtschaftskonferenz. 1933.
- Die neue Stadt. Gesichtspunkte, Organisationsformen und Gesetzesvorschläge für die Umgestaltung deutscher Großstädte. Berlin 1935.